# Список дореволюционных русскоязычных универсальных энциклопедий
Список дореволюционных русскоязычных универсальных энциклопедий — список универсальных энциклопедий на русском языке, изданных в периоды существования Российской империи. Сведения в них значительно устарели, но сохранили определённый интерес на предмет различного рода изысканий. Основу списка составили энциклопедии, согласно исследованию российского и советского историка-книговеда И. М. Кауфмана.

## Критерии списка

### Терминология
Список включает универсальные энциклопедии (вариант: общие энциклопедии), которые, в отличие от отраслевых, специализированных, персональных, проблемных или региональных энциклопедий, охватывают весь круг знаний о мире и человеке. Термин энциклопедия часто синонимично используют с понятием энциклопедический словарь, что порождает некоторую путаницу, так как энциклопедия и словарь — это издания, разные по глубине подачи материала. И. М. Кауфман столкнулся с этим вопросом, работая над обзором русскоязычных энциклопедий, — он первоначально предполагал включить в него словари, например, такие издания как «Новый словотолкователь, …» (Н. М. Яновский, 1803—1806) и «Карманный словарь иностранных слов, …», (Н. Кирилов, 1845—1846), однако, И. М. Кауфман отказался от этого, аргументируя, что «как не примечательны оба словаря (…) это всё же прежде всего словари иностранных слов, а не энциклопедии». Собственно энциклопедии в списке, согласно формулировке И. М. Кауфмана, — это «энциклопедии в общепринятом значении этого слова». Вывод исследователя — библиографии словарей иностранных слов и библиографии энциклопедий должны рассматриваться отдельно.

### Исследования
Основу списка составили энциклопедии, согласно исследованию российского и советского историка-книговеда, библиографа и библиографоведа И. М. Кауфмана, опубликованные в двух работах — кратко в 1955 году и более полно в 1960 году. Замечания при чтении его последней рукописи представили М. А. Брискман, А. И. Дробинский и Б. И. Козловский, помощь в работе оказала М. К. Дерунова. В 1960 году, когда он издал своё наиболее полное исследование русскоязычных энциклопедий, уже существовало несколько менее подробных обзоров: в 64 томе 1-го издания БСЭ (М. В. Нечкина и К. С. Кузьминский, Н. Л. Мещеряков, 1933), в 54 томе «Энциклопедического словаря» Гранат (К. Р. Симон, А. И. Дробинский, 1948), в 49 томе 2-го издания БСЭ (К. Р. Симон, 1957), в работах А. И. Дробинского (1958), Ф. Н. Петрова (1960) и др. Данные обзоры были сделаны достаточно бегло, в основном, в отношении структурных особенностей энциклопедий, их словников и места, которое занимают в них отдельные науки или комплексы наук. Далеко не полно выявлены отклики современников на энциклопедии в прессе и других источниках. Отсутствие анализов, детальных подсчётов и разработок отдельных вопросов отразилось на библиографии русскоязычных энциклопедий, при составлении которых исследователи сталкивались с крайней недостаточностью материалов.

## Особенности энциклопедий Российской империи
Полнота и авторитетность статей в дореволюционных русскоязычных энциклопедиях зависела от разных факторов. Отмечался немаловажным более поздний, чем у других изданий, выход энциклопедии в свет. Это давало авторам свежие и точные материалы, являясь бесспорным преимуществом. Так, некоторые статьи в «Энциклопедии Южакова» полнее и содержательнее, чем у предшественников (например, биография революционера-современника Х. Ботева в «Энциклопедии Брокгауза и Ефрона» 10 строк, а в «Энциклопедии Южакова» — 70 строк, и т. д.). Выпустив дополнительные 2-а тома в 1908/1909 годах «Энциклопедия Южакова» пополнилась статьями-биографиями деятелей революционного движения, материалы по которым появились только после 1905 года. Однако, более позднее издание позволяло улучшить ряд статей, но не всегда приводило к ожидаемому качеству всей энциклопедии. Исследователь И. М. Кауфман считал, что изданные раннее чем «Энциклопедия Южакова» такие энциклопедии как «Гранат» и «Брокгауз и Ефрон» имели отчётливо выраженное превосходство.
Разное наполнение разных энциклопедий не является поводом взаимоисключать информацию по одному предмету, а наоборот, позволяет этим сведениям дополнить друг друга. Появляется возможность оценить рассматриваемый предмет не только в отношении фактов, имён и цифр, но и в отношении различных взглядов и оценок, что является немаловажным аспектом.

## XVIII в.
| Название [неофициальное], кол-во изданий, тома | Годы, объём                | Редакторы, авторы                | Издательство, тираж                                                  | Особенности |
| --- | -------------------------- | -------------------------------- | -------------------------------------------------------------------- | --- |
| «Пространное поле, обработанное и плодоносное, или Всеобщiй исторический оригинальный словарь» — 1-е изд. · [1] Томъ I. Аангичь — Аvситидiа. — 1793 · [2] Часть I. Тома II. Баба (золотая) — Бязъ. — 1794 | 1793—1794 гг. 2 т. 872 ст. | · п. п. священник И. П. Алексеев | В Унив. тип. у В. Окорокова Т. 1, у Ридигера и Клаудия Т. 2 (Москва) | Первый в русской литературе, не совсем удачный, опыт составления энциклопедии. Создание такого труда одним человеком оказалось утопичной идеей. Подача материала достаточно некорректна, факты часто перемешаны с вымыслом, где-то текст слишком велеречив, а где-то излишне краток, иногда проявляется откровенное невежество и ошибки. Не лишена исторического интереса, как литературный памятник XVIII в.. |
| планировалось 12 т. | 1793—1794 гг. 2 т. 872 ст. | · п. п. священник И. П. Алексеев | В Унив. тип. у В. Окорокова Т. 1, у Ридигера и Клаудия Т. 2 (Москва) | Первый в русской литературе, не совсем удачный, опыт составления энциклопедии. Создание такого труда одним человеком оказалось утопичной идеей. Подача материала достаточно некорректна, факты часто перемешаны с вымыслом, где-то текст слишком велеречив, а где-то излишне краток, иногда проявляется откровенное невежество и ошибки. Не лишена исторического интереса, как литературный памятник XVIII в.. |

## XIX в.
| Название [неофициальное], кол-во изданий, тома | Годы, объём                                 | Редакторы, авторы | Издательство, тираж | Особенности |
| --- | ------------------------------------------- | --- | --- | --- |
| «Энциклопедическiй Словарь» [Энциклопедический словарь Селивановского] — 1-е изд. · [1] Часть первая. А — Ангулемскiй герцогъ. Прибавленiе: Аббасъ-Мирза — Августинъ. — 1822/1823 · [2] Часть вторая. Анданте — Баяццо. Прибавленiе: Байдары. — 1824 · [3] Часть третья. Беатификацiя — Бургундiя. — 1825/1826 · [4] | 1822/1823—1825/1826 гг. 3 т. более 1800 ст. | · С. И. Селивановский · В. К. Кюхельбекер · В. И. Штейнгейль · и другие: С. Н. Глинка, И. Я. Зацепин, П. А. Муханов, Н. М. Рожалина, К. Ф. Рылеев, П. М. Строев, В. П. Титова, С. П. Шевырёв | Изд-во и тип. С. И. Селивановского (Москва) Тираж в продажу не поступил, уничтожен при конфискации, сохранилось несколько случайно уцелевших экземпляров без титульных листов | Представляет попытку передовых кругов русского общества нач. XIX в. создать серьезный научный справочник, отвечающий их мировоззрению. Большое количество статей переведено из иностранных энциклопедий, присутствуют оригинальные статьи. Значительны статьи об Англии, Америке и др., из материалов о России заслуживают внимание статьи о русских Академиях, писателях, учёных, политических деятелях. Содержание статей имеет некоторую либеральную направленность, однако статьи не характеризуются каким-либо радикализмом выраженных в них суждений. |
| планировалось 40—45 т. | 1822/1823—1825/1826 гг. 3 т. более 1800 ст. | · С. И. Селивановский · В. К. Кюхельбекер · В. И. Штейнгейль · и другие: С. Н. Глинка, И. Я. Зацепин, П. А. Муханов, Н. М. Рожалина, К. Ф. Рылеев, П. М. Строев, В. П. Титова, С. П. Шевырёв | Изд-во и тип. С. И. Селивановского (Москва) Тираж в продажу не поступил, уничтожен при конфискации, сохранилось несколько случайно уцелевших экземпляров без титульных листов | Представляет попытку передовых кругов русского общества нач. XIX в. создать серьезный научный справочник, отвечающий их мировоззрению. Большое количество статей переведено из иностранных энциклопедий, присутствуют оригинальные статьи. Значительны статьи об Англии, Америке и др., из материалов о России заслуживают внимание статьи о русских Академиях, писателях, учёных, политических деятелях. Содержание статей имеет некоторую либеральную направленность, однако статьи не характеризуются каким-либо радикализмом выраженных в них суждений. |
| «Энциклопедическiй лексиконъ» [Лексикон Плюшара] — 1-е изд. · [1] Томъ первый. А — АЛМ. — 1835 · [2] Томъ второй. АЛМ — АРА. — 1835 · [3] Томъ третiй. Ара — АѲО. — 1835 · [4] Томъ четвертый. Б — БАР. — 1835 · [5] Томъ пятый. БАР — БИН. — 1836 · [6] Томъ шестой. БИН — БРА. — 1836 · [7] Томъ седьмой. БРА — БЯЛ. — 1836 · [8] Томъ осьмой. В — ВАР. — 1837 · [9] Томъ девятый. ВАР — ВЕС. — 1837 · [10] Томъ десятый. ВЕС — ВКУ. — 1837 · [11] Томъ одинадцатый. ВЛА — ВОН. — 1838 · [12] Томъ двѣнадцатый. ВОО — ВЯЗ. — 1838 · [13] Томъ тринадцатый. ГАА — ГЕМ. — 1838 · [14] Томъ четырнадцатый. ГЕМ — ГОР. — 1838 · [15] Томъ пятнадцатый. ГОР — ДАШ. — 1838 · [16] Томъ шестнадцатый. ДВА — ДIОН. — 1839 · [17] Томъ семнадцатый. ДIO — ДЯТ. — 1841 | 1835—1841 гг. 17 т.                         | · Н. И. Греч (гл. ред.) · А. Ф. Шенин (гл. ред. с 8 т.) · О. И. Сенковский (гл. ред. с 12 т., факт. редактировал издание с 14 т.) · Д. И. Языков, П. С. Савельев (ред. 17 т.) · и другие: И. Д. Андреянов, К. И. Арсеньев, К. М. Базили, П. Е. Беликов, И. Бичурин, Г. П. Бонгард, А. И. Борисов, А. К. Бороздин, Ф. Ф. Брандт, В. Б. Броневский, А. И. Булгаков, Ф. В. Булгарин, В. Я. Буняковский, С. А. Бурачёк, И. В. Буяльский, А. В. Висковатов, А. А. Воскресенский, А. Х. Востоков, К. О. Вранкен, Г. И. Гесс, Н. С. Голицын, П. Ф. Горянинов, В. В. Григорьев, В. Н. Григорьев, С. А. Громов, К. И. Грум-Гржимайло, В. И. Даль, Д. П. Журавский, А. П. Загорский, Я. Г. Зембницкий, П. И. Кеппен, О. М. Ковалевский, Э. Д. Коллинс, А. Я. Купфер, Ф. Ф. Ласковский, Э. Х. Ленц, Ф. П. Литке, М. Н. Лонгинов, Ф. Н. Менцов, Д. А. Милютин, Н. И. Надеждин, Г. П. Небольсин, В. Ф. Одоевский, М. В. Остроградский, П. П. Петров, Ф. И. Петрушевский, В. Т. Плаксин, М. Д. Резвой, К. Ф. Рейф, В. С. Сахаров, П. П. Свиньин, Д. И. Соколов, И. Т. Спасский, В. Я. Струве, Я. И. Шмидт, А. Ф. Штакельберг, И. Ф. Штукенберг, И. П. Шульгин, Д. А. Эристов | Тип. А. А. Плюшара (СПб) | Широко задумана и «блистательно» начата, присутствует разнообразие материала и содержательность статей. Исключительно большое внимание уделено всему, что касается России и сопредельных стран, исторический интерес представляют статьи по российской географии, государственному устройству, искусству, истории, словесности, статистике, экономике, напечатано несколько десятков биографий русских деятелей науки и культуры. Уделено большое внимание ботанике, истории науки, математике, медицине, музыке, востоковедению, в частности, арабистике, химии и языкознанию. За небольшим исключением, статьи подписывались. Однако, имела место неопределённость по объёму энциклопедии, некоторые статьи имели очевидную несоразмерность на одинаково важные темы. Статьи по истории написаны с позиций реакционной историографии, всё издание проникнуто излишне «верноподданическим духом». Отсутствовала чёткая программа и структурное единство, не было руководящих принципов, что привело к анархии в работе редакции, а затем и краху всего издания |
| планировалось 24 т., после 9 т. предположено издание большего числа томов (50 т.) |                                             | · Н. И. Греч (гл. ред.) · А. Ф. Шенин (гл. ред. с 8 т.) · О. И. Сенковский (гл. ред. с 12 т., факт. редактировал издание с 14 т.) · Д. И. Языков, П. С. Савельев (ред. 17 т.) · и другие: И. Д. Андреянов, К. И. Арсеньев, К. М. Базили, П. Е. Беликов, И. Бичурин, Г. П. Бонгард, А. И. Борисов, А. К. Бороздин, Ф. Ф. Брандт, В. Б. Броневский, А. И. Булгаков, Ф. В. Булгарин, В. Я. Буняковский, С. А. Бурачёк, И. В. Буяльский, А. В. Висковатов, А. А. Воскресенский, А. Х. Востоков, К. О. Вранкен, Г. И. Гесс, Н. С. Голицын, П. Ф. Горянинов, В. В. Григорьев, В. Н. Григорьев, С. А. Громов, К. И. Грум-Гржимайло, В. И. Даль, Д. П. Журавский, А. П. Загорский, Я. Г. Зембницкий, П. И. Кеппен, О. М. Ковалевский, Э. Д. Коллинс, А. Я. Купфер, Ф. Ф. Ласковский, Э. Х. Ленц, Ф. П. Литке, М. Н. Лонгинов, Ф. Н. Менцов, Д. А. Милютин, Н. И. Надеждин, Г. П. Небольсин, В. Ф. Одоевский, М. В. Остроградский, П. П. Петров, Ф. И. Петрушевский, В. Т. Плаксин, М. Д. Резвой, К. Ф. Рейф, В. С. Сахаров, П. П. Свиньин, Д. И. Соколов, И. Т. Спасский, В. Я. Струве, Я. И. Шмидт, А. Ф. Штакельберг, И. Ф. Штукенберг, И. П. Шульгин, Д. А. Эристов | Тип. А. А. Плюшара (СПб) | Широко задумана и «блистательно» начата, присутствует разнообразие материала и содержательность статей. Исключительно большое внимание уделено всему, что касается России и сопредельных стран, исторический интерес представляют статьи по российской географии, государственному устройству, искусству, истории, словесности, статистике, экономике, напечатано несколько десятков биографий русских деятелей науки и культуры. Уделено большое внимание ботанике, истории науки, математике, медицине, музыке, востоковедению, в частности, арабистике, химии и языкознанию. За небольшим исключением, статьи подписывались. Однако, имела место неопределённость по объёму энциклопедии, некоторые статьи имели очевидную несоразмерность на одинаково важные темы. Статьи по истории написаны с позиций реакционной историографии, всё издание проникнуто излишне «верноподданическим духом». Отсутствовала чёткая программа и структурное единство, не было руководящих принципов, что привело к анархии в работе редакции, а затем и краху всего издания |
| «Справочный энциклопедическiй словарь» [Справочный энциклопедический словарь Старчевского и Крайя] — 1-е изд. · [1] Томъ первый. А — Аѳ. — 1847 · [2] Томъ второй. Б. — 1849 · [3] Томъ третiй. В и Г. — 1854 · [4] Томъ четвертый. Д, Е, Ж и З. — 1855 · [5] Томъ шестой. Часть I-я. И, I, К — Кап. — 1847 · [6] Томъ шестой. И, I, К — Кях [Кап — Ках]. — 1847 · [7] Томъ седьмой. Л — Мар. — 1853 · [8] Томъ восьмой. Мас — Нюр. — 1854 · [9] Томъ девятый. Часть I-я. О и П. — 1854 · [10] Томъ девятый. Часть II-я. Р и С. — 1855 · [11] Томъ десятый. Т, У. — 1848 · [12] Томъ одинадцатый. Ф, Х. — 1848 · [13] Томъ двѣнадцатый. Ц — Ѵ. — 1847 | 1847—1855 гг. 12 [13] т.                    | · А. В. Старчевский (ред.) · и другие: малоизвестные чиновники | Изд. К. Крайя (СПб) | Первая оконченная энциклопедия на русском языке. Редактор привлёк к составлению не учёных и литераторов, а чиновников, что отразилось на качестве статей в худшую сторону. Некоторые биографии неточные и полны курьёзов, много несогласованности по темам географии, истории и пр. Особенно отстают политические науки, в статьях по естествознанию не хватает элементарных сведений. По всем темам много лакун в подаче материала, в статьях часто «не объяснено именно существенное, а говориться только о подробностях, никому из читателей ненужных». По мнению одного из критиков, «если в словаре и есть толково и правильно написанные статьи, то их немного и они совершенно заглушаются плохими». |
| «Энциклопедическiй словарь, составленный русскими учёными и литераторами» [Словарь русских учёных и литераторов] — 1-е изд. · [1] Томъ I. А — АДБ. — 1861 · [2] Томъ II. АДВ — АКШ. — 1861 · [3] Томъ III. АЛА — АЛЯ. — 1861 · [4] Томъ IV. АМО — АНТО. — 1862 · [5] Томъ V. АНТР — АѲ. — 1862 · [6] Отдѣленiе II, Томъ I. Е — ЕЛИЗ. — 1863 | 1861—1863 гг. 5+1 [6] т.                    | · А. А. Краевский (общ. ред. 1 т.) · П. Л. Лавров (общ. ред. со 2 т.) · и другие: ... | В тип. И. И. Глазунова и Комп. (СПб) | |
| «Настольный Энциклопедическiй Словарь» — 1-е изд., 2-е, 3-е стереотип. изд. · [1] Томъ I-й. А — Ботническiй заливъ. — [1891], 1894, 1896 · [2] Томъ II-й. Ботническiй заливъ (продолж.) — Грацiусъ. — 1891, …, … · [3] Томъ III-й. Грацiя — Кальдеронъ. — 1892, …, 1895/1896 · [4] Томъ IV-й. Кальдеръ — Ленскiй. — 1892, …, 1896/1897 · [5] Томъ V-й. Ленстэръ — Муромцевъ. — 1893, …, 1896/1897 · [6] Томъ VI-й. Муромъ — Побѣдоносцевъ. — 1894, …, 1896/1897 · [7] Томъ VII-й. Побѣжалость — Славянскъ. — 1895, 1896, … · [8] Томъ VIII-й. Сладкое дерево — Ѵ. — 1895, 1897, 1897 | 1891—1897 гг. 8 т.                          | · Анучин Д. Н. · Блажко С. Н. · Виноградов П. Г. · Каблуков И. А. · и другие: Овсянико-Куликовский Д. Н., Тимирязев К. А., Умов Н. А., Фортунатов А. Ф., Хвольсон О. Д., … | Т-во А. Гарбель и К° (1-3 т.), т-во А. Гранатъ и К° (4-8 т.) 1-е, 2-е и 3-е изд. — 4 000 экз.                                                                                 | Справочно-образовательное пособие для широких кругов, с 4-го изд. большое место начинают занимать статьи, знакомящие с «основными наблюдениями и выводами каждой науки», преимущественное внимание — вопросам общественных наук; в статьях по народному хозяйству много ценных статистических данных, статьи технического содержания снабжены хорошими пояснительными чертежами. |
| — 4-е перераб. изд. · [1] Томъ I-й. А — Ботническiй заливъ. — 1900 · [2] Томъ II-й. Ботническiй заливъ (продолж.) — Грацiусъ. — 1901 · [3] Томъ III-й. Грацiя — Кальдеронъ. — 1900 · [4] Томъ IV-й. Кальдеръ — Ленскiй. — 1899 · [5] Томъ V-й. Ленстэръ — Муромцевъ. — 1899 · [6] Томъ VI-й. Муромъ — Побѣдоносцевъ. — 1899 · [7] Томъ VII-й. Побѣжалость — Славянскъ. — 1899 · [8] Томъ VIII-й. Сладкое дерево — Ѵ. — 1899 · [9] Томъ IX-й. … (доп.) — 1903 | 1899—1903 гг. 8+1 доп. т.                   | · Анучин Д. Н. · Блажко С. Н. · Виноградов П. Г. · Каблуков И. А. · и другие: Овсянико-Куликовский Д. Н., Тимирязев К. А., Умов Н. А., Фортунатов А. Ф., Хвольсон О. Д., … | Т-во А. Гранатъ и К° 4-е изд. — 4 000 экз., 5-е изд. — 5 000 экз., 6-е изд. — 4 000 экз.                                                                                      | Справочно-образовательное пособие для широких кругов, с 4-го изд. большое место начинают занимать статьи, знакомящие с «основными наблюдениями и выводами каждой науки», преимущественное внимание — вопросам общественных наук; в статьях по народному хозяйству много ценных статистических данных, статьи технического содержания снабжены хорошими пояснительными чертежами. |
| — 5-е дополнен. (до 1901), 6-е дополнен. (до 1903) изд. · [1] Томъ I-й. А — Бенский. — 1901, 1903 · [2] Томъ II-й. Бенсард — Вронченко. — 1901, 1903 · [3] Томъ III-й. Врхлицкий — Дешнев. — 1901, 1903 · [4] Томъ IV-й. Деянира — Иези. — 1901, 1903 · [5] Томъ V-й. Иезиды — Ленский. — 1901, 1903 · [6] Томъ VI-й. Ленстэр — Нейштадт. — 1901, 1903 · [7] Томъ VII-й. Нейштеттин — Примас. — 1901, 1903 · [8] Томъ VIII-й. Приматы — Сутана. — 1901, 1903 · [9] Томъ IX-й. Сутерленд — Ѵ. — 1901, 1903 | 1901, 1903 гг. 9 т.                         | · Анучин Д. Н. · Блажко С. Н. · Виноградов П. Г. · Каблуков И. А. · и другие: Овсянико-Куликовский Д. Н., Тимирязев К. А., Умов Н. А., Фортунатов А. Ф., Хвольсон О. Д., … | Т-во А. Гранатъ и К° 4-е изд. — 4 000 экз., 5-е изд. — 5 000 экз., 6-е изд. — 4 000 экз.                                                                                      | Справочно-образовательное пособие для широких кругов, с 4-го изд. большое место начинают занимать статьи, знакомящие с «основными наблюдениями и выводами каждой науки», преимущественное внимание — вопросам общественных наук; в статьях по народному хозяйству много ценных статистических данных, статьи технического содержания снабжены хорошими пояснительными чертежами. |
| → см. полностью переработанное 7-е издание переименованное в «Энциклопедический словарь» |                                             | | | Справочно-образовательное пособие для широких кругов, с 4-го изд. большое место начинают занимать статьи, знакомящие с «основными наблюдениями и выводами каждой науки», преимущественное внимание — вопросам общественных наук; в статьях по народному хозяйству много ценных статистических данных, статьи технического содержания снабжены хорошими пояснительными чертежами. |
| ← см. предыдущие 1-6 издания под названием «Настольный энциклопедический словарь» |                                             | | | |
| «Энциклопедическiй Словарь» — 7-е полностью перераб. и переим. изд. · [1] Томъ I-й. А — Ботническiй заливъ. — [1891], 1894, 1895 · [2] Томъ II-й. Ботническiй заливъ (продолж.) — Грацiус. — 1891, …, … · [3] Томъ III-й. Грацiя — Кальдеронъ. — 1892, …, 1895 · [4] Томъ IV-й. Кальдеръ — Ленскiй. — 1892, …, 1897 · [5] Томъ V-й. Ленстэръ — Муромцевъ. — 1893, …, 1897 · [6] Томъ VI-й. Муромъ — Побѣдоносцевъ. — 1894, …, 1897 · [7] Томъ VII-й. Побѣжалость — Славянскъ. — 1895, 1896, … · [8] Томъ VIII-й. Сладкое дерево — Ѵ. — 1895, 1897, 1897 | 1891—1897 гг. 8 т.                          | · Анучин Д. Н. · Блажко С. Н. · Виноградов П. Г. · Каблуков И. А. · и другие: Овсянико-Куликовский Д. Н., Тимирязев К. А., Умов Н. А., Фортунатов А. Ф., Хвольсон О. Д., … | Т-во А. Гранатъ и К° (4-8 т.) | |

## На рубеже XIX и XX вв
| Название [неофициальное], кол-во изданий, тома | Годы, объём | Редакторы, авторы | Издательство, тираж | Особенности |
| ---------------------------------------------- | ----------- | ----------------- | ------------------- | ----------- |
|                                                |             |                   |                     |             |

## XX в
| Название [неофициальное], кол-во изданий, тома | Годы, объём                | Редакторы, авторы | Издательство, тираж | Особенности |
| --- | -------------------------- | --- | --- | --- |
| «Большая Энциклопедiя» [Большая энциклопедия Южакова] — 1-е изд., 2-е, 3-е, 4-е стереотип. изд. · [1] Первый томъ. А — Арбросъ. — 1900 · [2] Второй томъ. Арбуа де Жюбанвиль — Беллингсгаузенъ. — 1900 · [3] Третiй томъ. Беллингъ — Бугульникъ. — 1901 · [4] Четвертый томъ. Бугурусланскiй уѣздъ — Византiйское право. — 1901 · [5] Пятый томъ. Византiя — Гадамесъ. — 1901 · [6] Шестой томъ. Гаданiе — Глазчатка. — 1901 · [7] Седьмой томъ. Глазъ — Гюго. — 1902 · [8] Восьмой томъ. Гюгсъ — Духовенство. — 1902 · [9] Девятый томъ. Духовенство — Идское поле. — 1902 · [10] Десятый томъ. Идумэя — Китченеръ. — 1902 · [11] Одиннадцатый томъ. Киты — Ландана. — 1903 · [12] Двѣнадцатый томъ. Ландау — Меламедъ. — 1903 · [13] Тринадцатый томъ. Меланезiйцы — Нерченскiй заводъ. — 1903 · [14] Четырнадцатый томъ. Нерченскiй огругъ — Пёнчъ. — 1904 · [15] Пятнадцатый томъ. Пенька — Пуль. — [1904] · [16] Шестнадцатый томъ. Пуль — Саль. — [1904] · [17] Семнадцатый томъ. Сальвадоръ — Статистика. — [1904] · [18] Восемнадцатый томъ. Статистика — Ундозеро. — [1905] · [19] Девятнадцатый томъ. Ундольскiй — Чахары. — [1905] · [20] Двадцатый томъ. Чахотка лёгкихъ — Ѵ. — [1905] · [21] Дополненiе къ I—XX тт. «Больш. Энцикл.» (замѣченные пропуски, погрѣшности и опечатки). — [1905] · [22] Двадцать первый томъ (доп.). Аанрудъ — Менгеръ. — [1908/1909?] · [23] Двадцать второй томъ (доп.). Мендельсонъ — Ѳразибулъ. — [1909] | 1900—1909 гг. 20+2 доп. т. | · С. Н. Южаков (все т.) · П. Н. Милюков (2-5 т.) · и другие: Е. В. Аничков, М. А. Антонович, И. А. Бодуэн де Куртенэ, А. К. Бороздин, Р. А. Брагинская, Ф. А. Браун, С. К. Булич, П. В. Быков, П. И. Вейнберг, А. Н. Веселовский, В. В. Водовозов, К. П. Гедройц, В. М. Гессен, М. Ю. Гольдштейн, И. М. Гревс, Б. Д. Гринченко, В. Я. Добровлянский, А. А. Ивановский, П. Ф. Каптерев, Д. А. Клеменц, В. А. Ковалевский, Н. П. Кондаков, В. А. Кордт, С. И. Коржинский, В. Г. Короленко, П. Ф. Лесгафт, Н. М. Лисовский, А. С. Лыкошин, В. Н. Любименко, Л. Г. Малис, Д. Н. Мамин-Сибиряк, А. Н. Митинский, В. Ф. Миткевич, Н. К. Михайловский, Н. Г. Михайловский-Гарин, П. Н. Милюков, Г. Ф. Морозов, С. Н. Никитин, А. М. Никольский, В. А. Обручев, Д. Н. Овсянико-Куликовский, Л. О. Петражицкий, М. М. Покровский, Г. Н. Потанин, И. Н. Потапенко, М. И. Ростовцев, Л. А. Саккетти, В. И. Семевский, Д. П. Сильчевский, П. К. Симони, А. М. Скабичевский, Г. И. Танфильев, А. С. Трачевский, М. М. Филиппов, А. А. Шахматов, Л. Я. Штернберг, Е. П. Щеголев, В. Г. Яроцкий, А. И. Яцимирский, А. А. Ячевский | Тов-во «Просвещение» (СПб), Библиограф. ин-т (Лейпциг, Вена) Выходило по 20 выпусков в каждом томе. 1-7 т. — 12 000 экз., 8-10 т. — 20 000 экз., 11-20 т. — 27 000 экз., 21-22 доп. т. — 15 000 экз. | Представляет из себя перевод и переиздание «Энциклопедического словаря Мейера», но всё, что «входит в сферу русских интересов» написано самостоятельно «избранными русскими учёно-литературными силами»; общеидеологическая позиция — либерально-народная; статьи не подписывались; уделялось значение библиографии. |

- Русский энциклопедический словарь Березина (РЭСБ, 1873—1879)
- Энциклопедический словарь Брокгауза и Ефрона (ЭСБЕ, 1890—1907) 82 + 4 тт.
- Малый энциклопедический словарь Брокгауза и Ефрона (МЭСБЕ, 1899—1909)
- Русская энциклопедия (1911—1915)
- Новый энциклопедический словарь (НЭС, 1911—1916)